# Direttorato principale dell'Intelligence
Il Direttorato principale dell'Intelligence (in ucraino Головне управління розвідки Міністерства оборони України?, Holovne upravlìnnjâ rozvìdki Mìnìsterstva oborony Ukraïny, abbreviato HUR MO, citato talvolta in inglese come Defense Intelligence of Ukraine) è l'agenzia di intelligence militare del Ministero della difesa dell'Ucraina.
Venne istituito in seguito al crollo dell'Unione sovietica e all'indipendenza del Paese da analoghe agenzie dell'Armata sovietica e assume la forma attuale nel 1993, con l'unificazione del Direttorato d'Intelligence del Quartier Generale e del Direttorato per l'Intelligence Militare Strategica; nel 2001 il riordino dei servizi segreti del Consiglio supremo le garantisce uno status speciale come agenzia governativa.
Dal 2016 il suo emblema raffigura un gufo che trafigge la Russia con una spada: è ritenuto una risposta alla Specnaz del GRU, il cui logo è un pipistrello, preda naturale del rapace.